# Cantó de Sant Estève de Ludarès

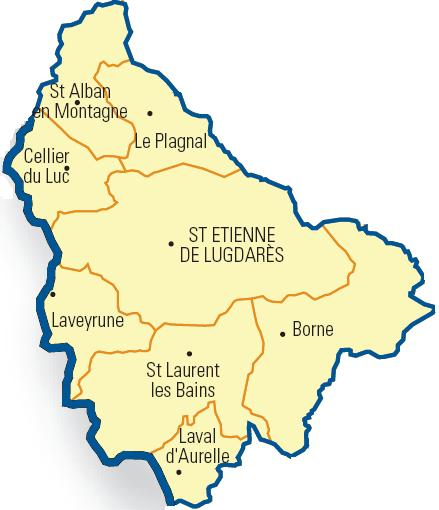
Comunes del cantó

El cantó de Sant Estève de Ludarès és un cantó francès del departament de l'Ardecha, situat al districte de L'Argentièira. Té 8 municipis i el cap és Sant Estève de Ludarès.

## Municipis
- Borne
- Cellier-du-Luc
- Laval-d'Aurelle
- Laveyrune
- Lo Planhal
- Saint-Alban-en-Montagne
- Sant Estève de Ludarès
- Saint-Laurent-les-Bains

## Història
| Data d'elecció                           | Identitat      | Partit                               | Qualitat |
| ---------------------------------------- | -------------- | ------------------------------------ | -------- |
| 1955-1980                                | Pierre Jourdan | RI, després UDF                      |          |
| 1980-1998                                | Marc Champel   | RPR                                  |          |
| 1998-2004                                | Jérome Gros    | Divers droite, després Divers gauche |          |
| 2004-2011                                | Marc Champel   | UMP                                  |          |
| 2011-                                    | Jérome Gros    | Divers gauche                        |          |
| les dades anteriors no són pas conegudes |                |                                      |          |
|                                          |                |                                      |          |

| 1962  | 1968  | 1975  | 1982  | 1990  | 1999  | 2007  |
| ----- | ----- | ----- | ----- | ----- | ----- | ----- |
| 1.122 | 1.429 | 1.189 | 1.010 | 1.032 | 1.079 | 1.088 |